# Kostel Narození Panny Marie (Úbislavice)
Kostel Narození Panny Marie je římskokatolický orientovaný filiální kostel v obci Úbislavice, patřící do farnosti Nová Paka. 
Je chráněn od 10. 11. 1993 jako kulturní památka České republiky.

## Historie
V první polovině 14. století stávala na místě dnešního kostela kaple, která byl zasvěcená Panně Marii. V roce 1350 byla nahrazena dřevěným kostelem, který byl farním až do doby sloučení zdejší farnosti s novopackou farností po Třicetileté válce. V letech 1712-1720 byl na místě dřevěného kostela vybudován barokní kamenný kostel, který byl do dnešní podoby přestavěn roku 1851, kdy byla věž rozšířena a zvýšena, byl vybudován hudební chór a také věžička nad kněžištěm. Lokálie byla zřízena v roce 1787 a následujícím roce byla vybudována fara, ale samostatná farnost byla obnovena až roku 1847.

## Poloha
Kostel je situován v horní části obce po pravé straně komunikace ve směru Stav - Zboží. Kolem kostela se nachází hřbitov ohraničený kamennou zdí.

## Architektura
Jednolodní barokní stavba s téměř čtvercovou lodí, presbytář v ose lodi je půlkruhově uzavřený, střecha je zvalbená se sanktusníkovou věžičkou, po evangelní straně kněžiště je čtvercová přístavba sakristie, po epištolní straně je další čtvercová přístavba. Dvoupatrová věž v západním průčelí je hranolová, v podvěží je schodiště se vstupem na věž. Loď má předsíňku.

## Interiér
Zařízení kostela pochází z velké části ze zrušeného kláštera ve Valdicích, včetně oltářního obrazu Narození Panny Marie od Karla Škréty. Výmalbu kostela provedli v roce  1902 malíři Ludvík Nejedlý a Tomáš Scheuchl. Značná část výzdoby je z dílen Buška ze Sychrova, obrazy jsou od Josefa Mühla.

## Varhany
Varhany jsou dílem varhanáře Josefa Predigera.

## Bohoslužby
Pravidelné bohoslužby se konají první neděli v měsíci od 17.00.

## Galerie

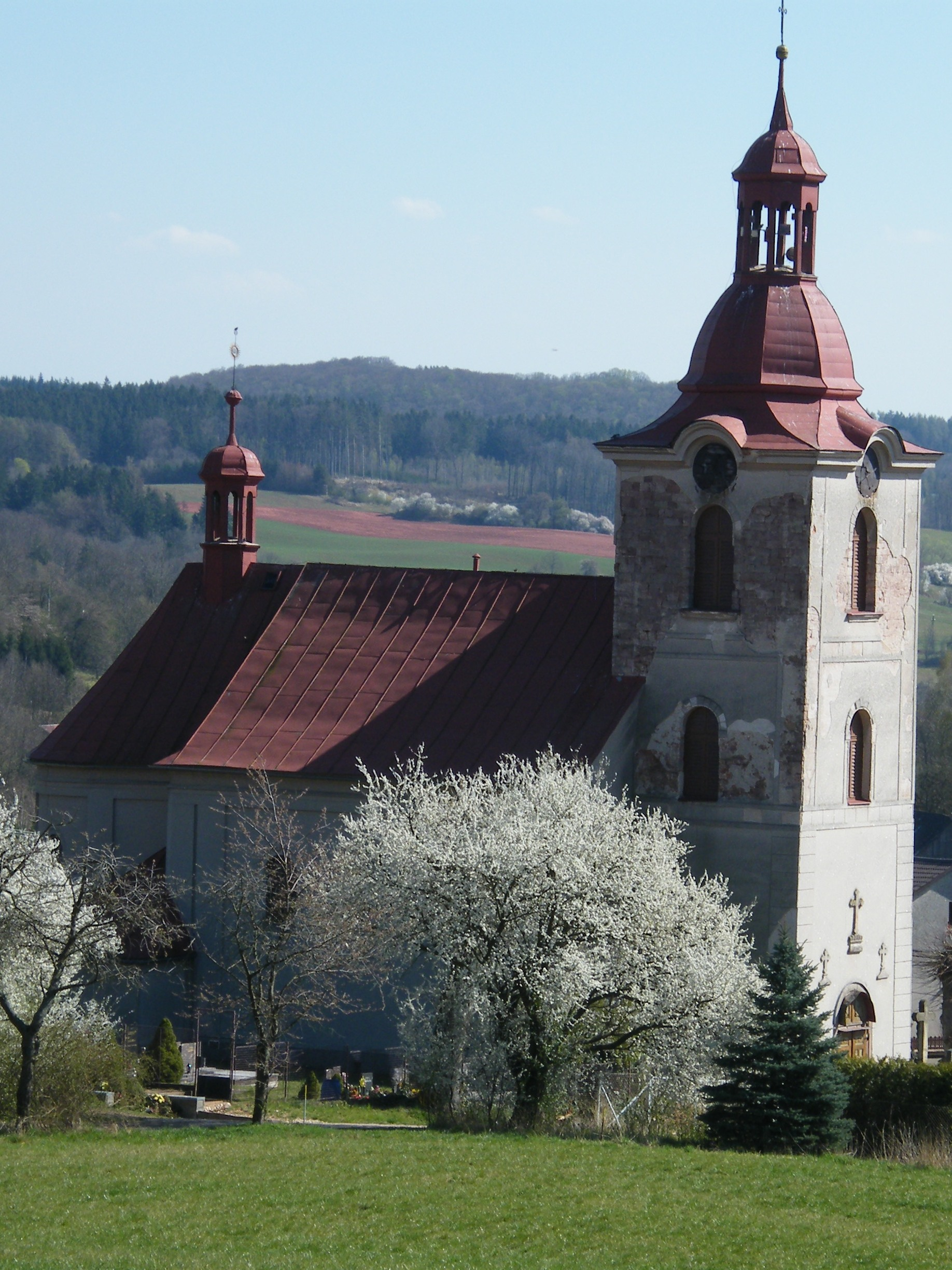
Kostel
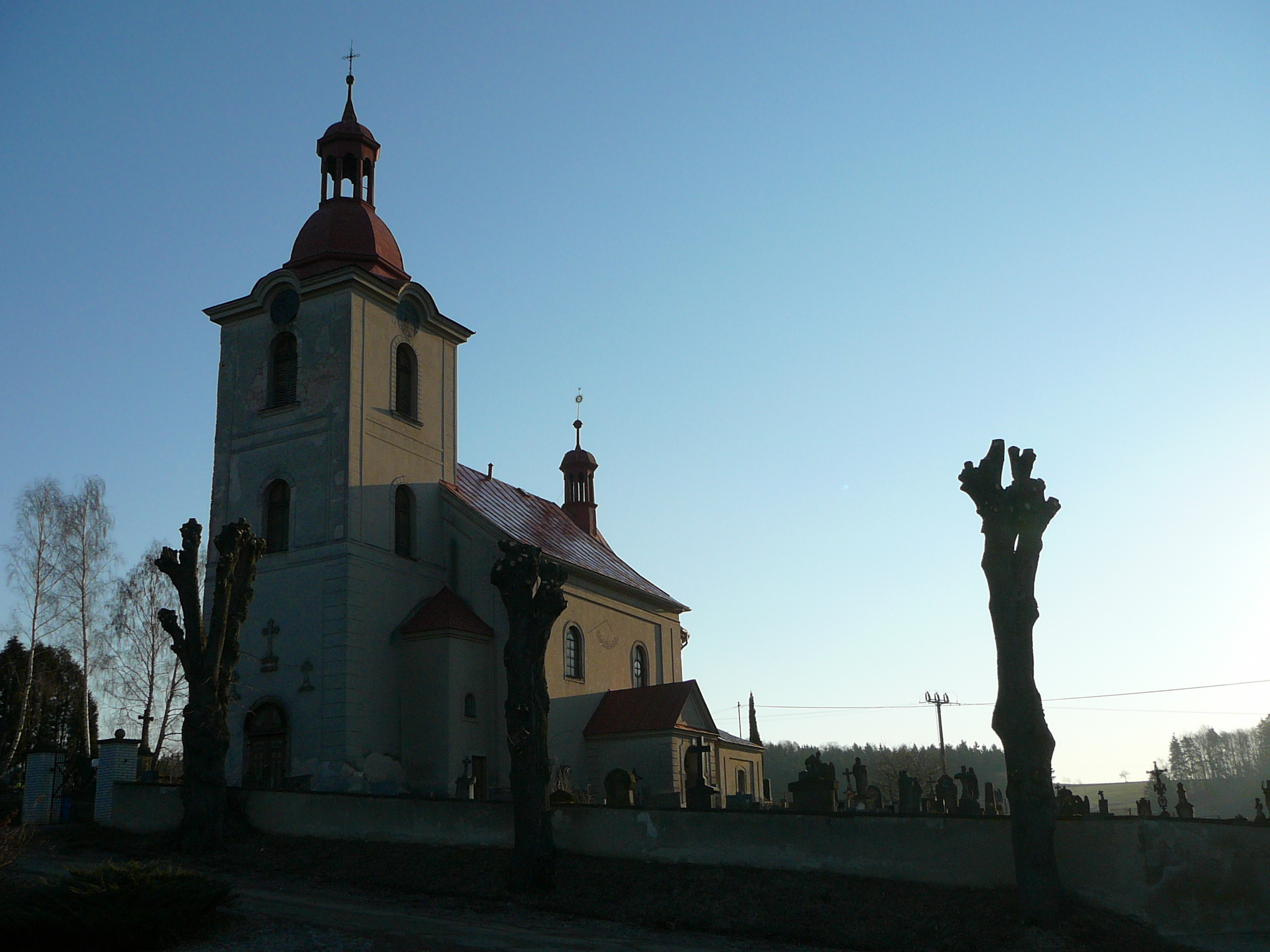
Kostel
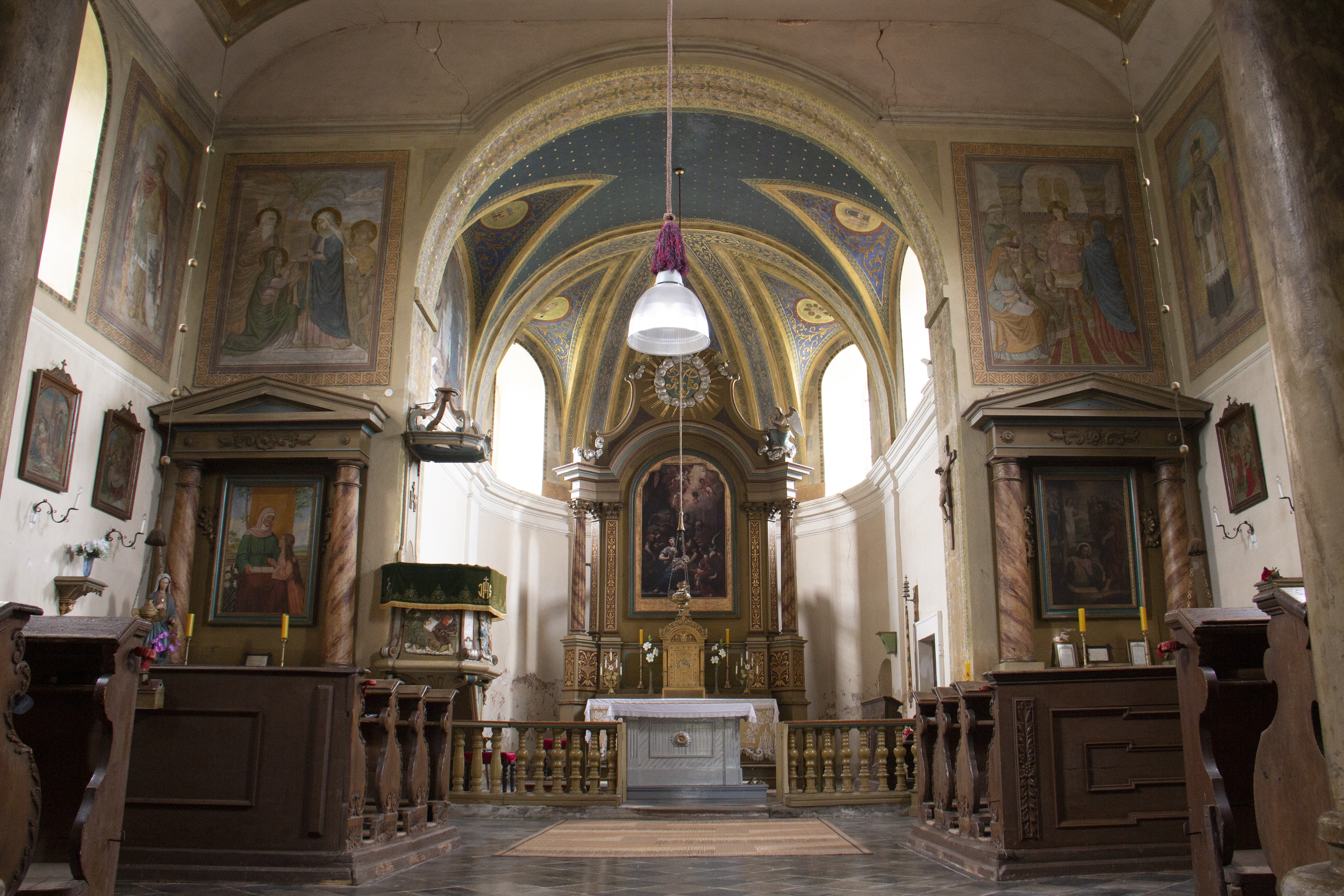
Interiér kostela (pohled do presbytáře)
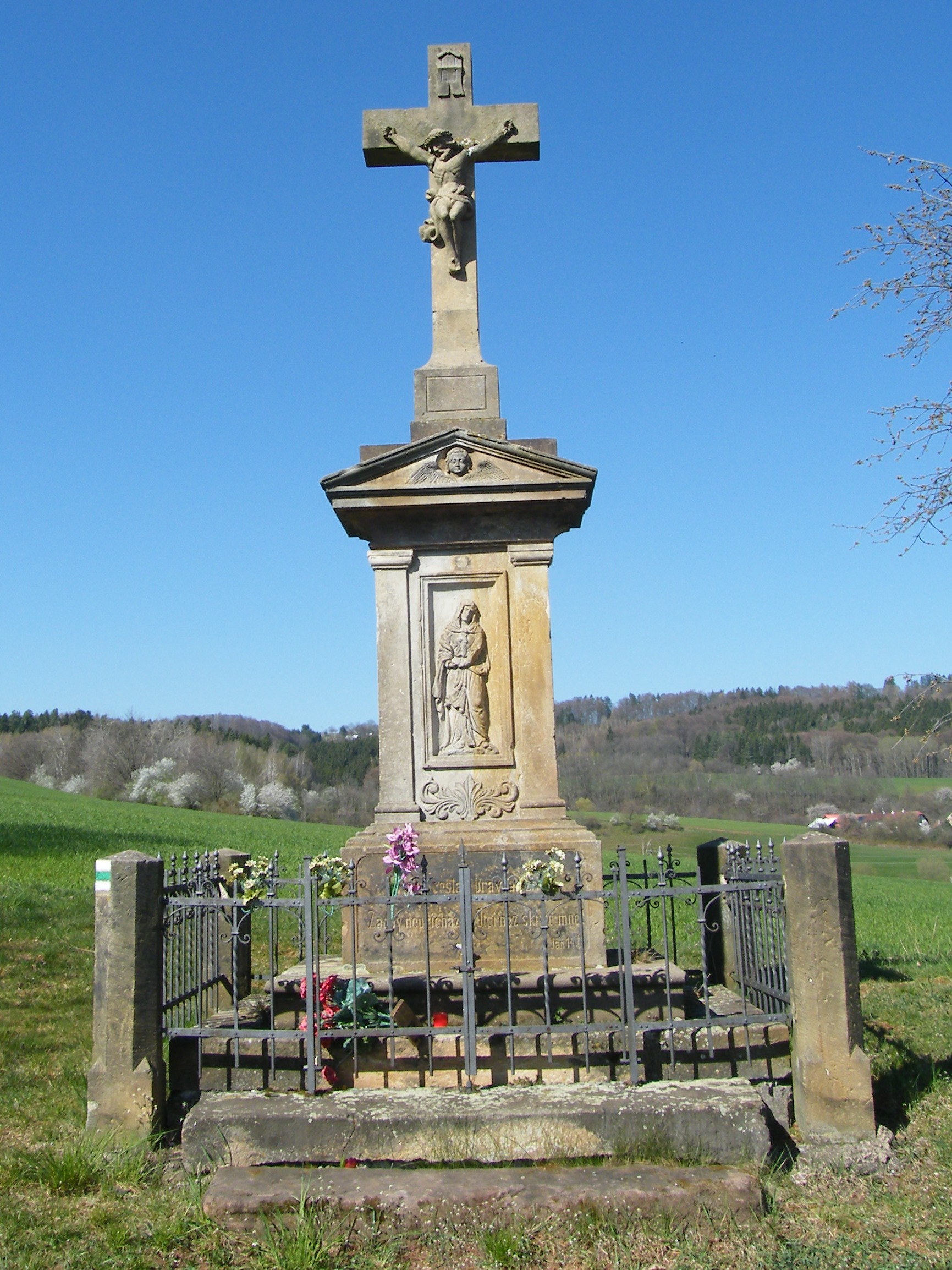
Krucifix nad kostelem